# Wale (rappeur)
Wale, de son vrai nom  Victor Olubowale Akintimehin, né le 21 septembre 1984 à Washington, est un rappeur et chanteur américano-nigérian. Il se popularise en 2006, à la publication de sa chanson Dig Dug (Shake It) dans sa ville natale. Le producteur Mark Ronson découvre Wale en 2006 et le signe au label Allido Records en 2007. Signé à ce label, Wale publie plusieurs mixtapes, et apparaît sur des chaînes nationales comme MTV et sur des magazines afro-américains. Une chanson intitulée Ridin' in That Black Joint est incluse dans la bande-son du jeu vidéo Saints Row 2 publié en 2008.
En 2008, Wale signe un contrat de 1,3 million $ avec Interscope Records, et publie son premier album Attention Deficit en 2009 qui contient les singles Chillin, Pretty Girls et World Tour. L'album, malgré des ventes médiocres, est généralement bien accueilli par la presse spécialisée. Au début de 2011, Wale signe avec  Maybach Music Group de Rick Ross, dans lequel les membres participent à une compilation, Self Made Vol. 1, publiée le 23 mai 2011. Son deuxième album, Ambition est publié le 1er novembre 2011, suivi d'un troisième album, The Gifted, le 25 juin 2013 ; ce dernier débute premier au Billboard 200. Son second album numéro un au Billboard est The Album About Nothing, publié le 31 mars 2015.

## Biographie

### Jeunesse et débuts (1984–2007)
Wale, d'origine américano-nigériane, est né Olubowale Victor Akintimehin le 21 septembre 1984 à Northwest (Washington D.C.). Ses parents sont d'origines Yoruba du sud-ouest du Nigeria, qui ont immigré vers les États-Unis depuis l'Autriche en 1979. La famille de Wale réside d'abord à Northwest, Washington, D.C., avant d'emménager dans le comté de Montgomery, Maryland, lorsque Wale est âgé de 10 ans. Il étudie à la Quince Orchard High School de Gaithersburg en 2002, puis emménage à Largo (Maryland) dans le comté de Prince George. Wale étudie aussi à la Robert Morris University et à la Virginia State University, puis est transféré à la Bowie State University mais arrête ses études,. L'amour de Wale pour le football américain et les Washington Redskins mènent à des rumeurs selon lesquelles il se serait fait tatouer Chris Cooley. Il est le cousin de l'acteur Gbenga Akinnagbe, mieux connu dans son rôle de Chris Partlow dans l'émission The Wire.
La première chanson de Wale s'intitule Rhyme of the Century. Il s'agit de sa première chanson jouée sur une chaîne de radio locale. Il est cité dans la colonne Unsigned Hype du magazine The Source en 2006. Il signe à un label local appelé Studio 43 la même année. Dig Dug (Shake It) se popularise à Washington, D.C., dans le Maryland, et en Virginie, et inspire Ronald « Dig Dug » Dixon, percussionniste du groupe de go-go Northeast Groovers. En juillet 2006, Wale se représente en Daniel Weisman, un ancien DJ et promoteur. Weisman entend parler du rappeur par l'un de ses amis à Washington, D.C., et décide de le contacter sur Myspace. En septembre 2006, après la publication d'un single axé go-go, Breakdown, repris du titre Sexy Girl de Huck-a-Bucks et cité par The Washington Post, Wale publie un single non-go-go, Uptown Roamers. Le 14 septembre 2006, Uptown Roamers est diffusé sur XM Radio Channel 66 et joué deux fois dans la journée. La chanson Breakdown de Wale est incluse dans le jeu vidéo Madden NFL 2009.
Wale remporte un prix dans la catégorie « percée musicale de l'année »  aux Go-Go Awards de novembre 2006. Le 15 décembre, Nick « Catchdubs » Barat du magazine The Fader rend visite à Wale pour un entretien et une séance photo pour la couverture de mars 2007 du magazine.

### Engouement national et signature (2007–2009)
En janvier 2007, Wale publie un nouveau single à la radio intitulé Good Girls, produit par Gerard Thomas et Demario Bridges pour TeamMusicGroup. Wale participe par la suite au remix de Mark Ronson du titre Smile de Lily Allen ainsi qu'à la tournée britannique de Ronson pour son deuxième album Version,. En juin 2007, Wale signe un contrat de production au label Allido Records de Ronson.
En mai 2010, Wale annule sa participation au DC Black Pride, un événement annuelle de la gay pride noire. Dans un e-mail envoyé par le manager de Wale, il affirme n'avoir aucun problème avec cet événement. Il annonce, le 28 mai 2010, participer à l'événement gratuitement.
Wale publie sa troisième mixtape, 100 Miles & Running, le 11 juillet 2007 en téléchargement libre sur sa page Myspace. La mixtape fait participer Mark Ronson, Daniel Merriweather, Amy Winehouse, et Lily Allen. Avec Ronson, Wale joue W. A. L. E. D. A. N. C. E., un remix du titre D.A.N.C.E. du groupe Justice issu de la mixtape 100 Miles de Wale, aux MTV Video Music Awards de Las Vegas, dans le Nevada. The Washington Post mentionne Wale en première page dans son édition du 21 octobre 2007.
En mars 2008, Wale signe une coentreprise avec Allido Records et Interscope, rejoignant ainsi Rhymefest et Daniel Merriweather. Epic Records, Atlantic Records, et Def Jam signeront également avec Wale. Le 30 mai, Wale publie sa quatrième mixtape, The Mixtape About Nothing, produite par l'équipe de production Best Kept Secret. Wale explique s'être inspiré de Seinfeld pour The Mixtape About Nothing : « le 'dialogue honnête' de la série reflète son style lyrique, qui fait souvent référence à la culture pop et à la politique. »
Après avoir signé au label Interscope, Wale se lance dans l'enregistrement de son premier album : il annonce à la Washington Post Company, une chanson avec Chrisette Michele intitulée Shades. Wale participe également au single de DJ Greg Street Dope Boys qui reprend la chanson homonyme de T.R.O.Y. avec Lupe Fiasco et Kardinal Offishall. Le rappeur Young Chris du duo Young Gunz prévoit également collaborer sur une mixtape avec Wale.
Le 19 juin 2009, Wale publie sa cinquième mixtape, Back to the Feature, qui contient onze chansons produites par 9th Wonder, et qui fait notamment participer Mark Ronson. Le titre de l'album, inspiré du film Retour vers le futur (Back to the Future), fait référence au nombre d'artistes qui se joignent à Wale comme K'naan, Tamere Guess, Talib Kweli, Joell Ortiz, Beanie Sigel, Curren$y, J. Cole et Bun B. La mixtape est bien accueillie au magazine Vibe, et sur le site Pitchfork.

### Attention Deficit(2009–2010)
Le 10 novembre 2009, le premier album de Wale, Attention Deficit, est bien accueilli par la presse spécialisée. Metacritic attribue une moyenne de 77 % sur 21 critiques. Il débute 21e du Billboard 200 et se vend à 28 000 exemplaires la première semaine. Daniel Weisman, manager de Wale, explique qu'Interscope n'a pas assez vendu d'exemplaires de l'album. Le premier single issu d'Attention Deficit s'intitule Chillin, en featuring avec Lady Gaga, et suit de Pretty Girls avec Gucci Mane et Weensey , et de World Tour avec Jazmine Sullivan. L'album fait également participer Pharrell, Bun B, Chrisette Michele, K'Naan, Marsha Ambrosius, J. Cole et Melanie Fiona.
En mars 2010, Wale annonce une tournée avec K'Naan sur la côte ouest des États-Unis, qui commence en mars à New York. Wale annonce être en studio avec Gucci Mane, Waka Flocka Flame, Roscoe Dash, Sean Garrett, et Drumma Boy. Le 3 août 2010, Wale publie sa sixième mixtape, More About Nothing par DJ Omega, une suite de la mixtape à succès The Mixtape About Nothing au label The Board Administration – un label indépendant cofondé avec Le'Greg O. Harrison. More About Nothing est téléchargée plus de 100 000 fois en 90 minutes.

### MMG etAmbition(2011)

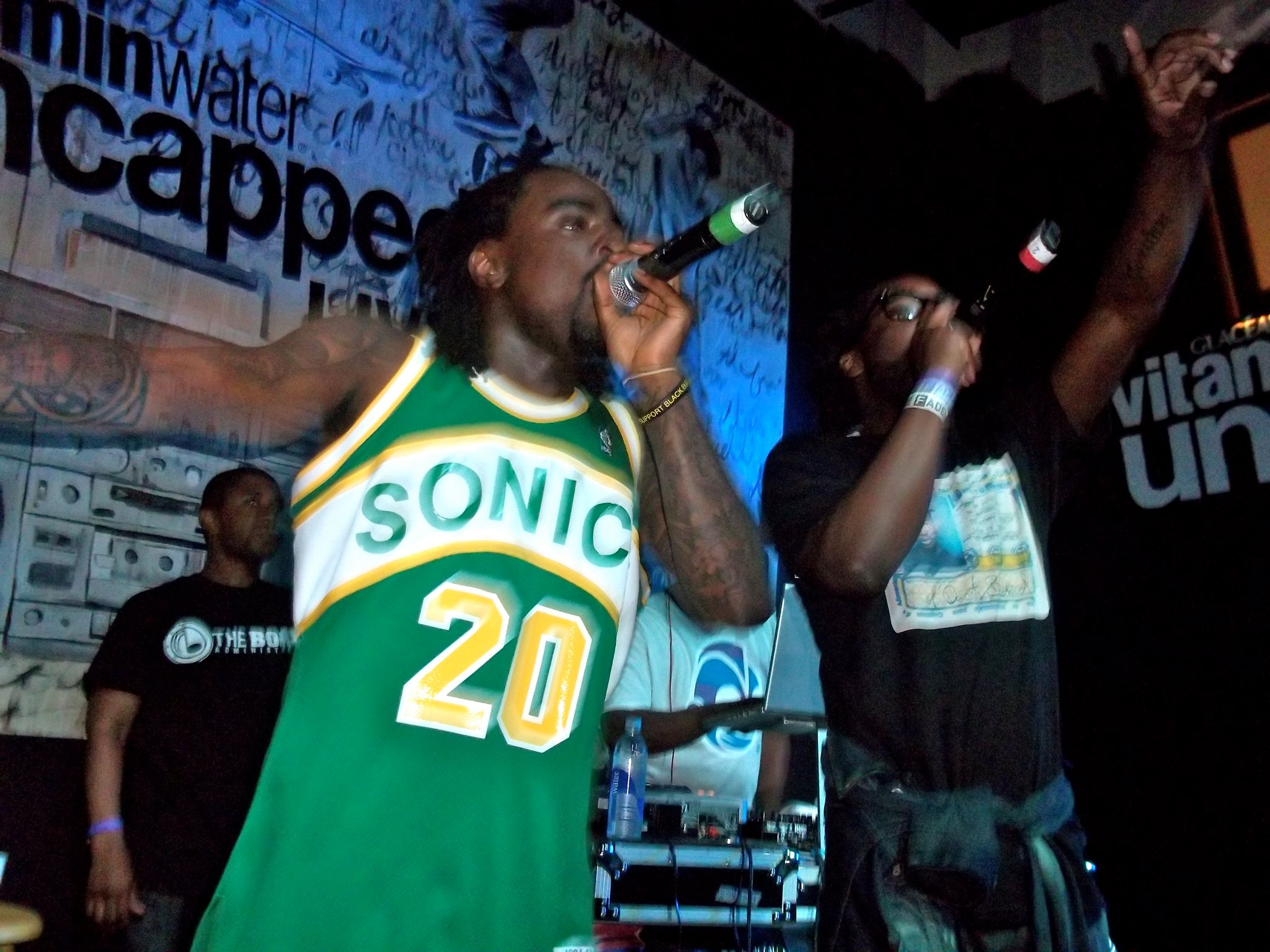
Wale avec Black Cobain sur scène à Washington, D.C. en 2011.

Le 5 février 2011, pendant les festivités du Super Bowl XLV, Wale annonce sa signature chez Maybach Music Group de Rick Ross. Le 6 mai 2011, Wale annonce chez MTV la publication potentielle de deux nouveaux albums en 2011. Plus tard le même mois, il confirme la pré-production de Ambition, son deuxième album, prévu chez Maybach et Warner Music Groups. L'album est énormément promu par la mixtape The Eleven One Eleven Theory publié par le label de Wale, The Board Administration. The Eleven One Eleven Theory est publiée le 7 août 2011 sur Life and Times, et dédiée au million d'abonnés sur le compte Twitter de Wale. Wale est le premier artiste à faire officiellement planter la plateforme de partages Hulkshare.
Le 7 septembre 2011, Wale annonce une tournée de 32 dates appelées The Ambition Tour, lancée le 2 octobre 2011 à Minneapolis, Minnesota, jusqu'au décembre 2011. Black Cobain, de The Board Administration, est le groupe officiel d'ouverture pour chaque date ; la tournée fait également participer Rick Ross, Meek Mill, Pusha T, J. Cole, Big Sean, et Miguel. La tournée est organisée par NUE Agency. Le 28 septembre 2011, Wale révèle que Ambition est terminé, publie le single Lotus Flower Bomb, en featuring avec Miguel sur Twitter. Le 29 septembre 2011, Funk Master Flex commence la chanson Tats on my Arms de Wale avec Rick Ross. Le lendemain, Wale publie la couverture de l'album Ambition. Le 14 octobre 2011, Wale publie le single Focused, en featuring avec Kid Cudi. La liste des titres officielles de Ambition contient 15 chansons. The Board Administration lance une robuste campagne publicitaire pour la promotion de Ambition.
L'album débute deuxième au Billboard 200, avec 162 600 exemplaires vendus la première semaine. L'album reçoit un accueil mitigé de la presse spécialisée, dont un négatif par le Washington City Paper. Cependant, l'album compte une moyenne générale favorable de 69 % sur Metacritic.

### The GiftedetThe Album About Nothing(depuis 2012)
Le 25 novembre 2011, peu après la publication de l'album Ambition, Wale annonce sur Twitter le début des enregistrements de son troisième album. Lors d'un entretien avec UpVenue en janvier 2012, Wale confirme le troisième album. Il participe à l'album de Maybach Music Group Self Made II. Wale publie la mixtape Folarin le 24 décembre 2012 par DJ Clark Kent. Il publie une bande-annonce de Folarin le 6 décembre 2012. La mixtape fait participer Rick Ross, 2 Chainz, Scarface, Nipsey Hussle, French Montana, Tiara Thomas, Lightshow, et Trinidad James. Elle est produite par Hit-Boy, Jake One, Cardo, Diplo, Beat Billionaire et Rico Love. En décembre 2012, Wale annonce un album go-go : « Je veux faire l'album pour moi. C'est la deuxième fois que je le dis, mais je vais faire un album go-go après mon album. Et quand je dis go-go, je dis pas go-go mielleux. Ca sera séquencé. Je rapperai sûrement sur 40 pour cent de l'album ». Wale publie Sight of the Sun, un remix de la chanson homonyme de Fun..
Le 9 septembre 2014, Wale publie le premier single de l'album The Album About Nothing intitulé The Body en featuring avec Jeremih. Le 17 novembre 2014, Wale annonce une tournée de 31 dates appelée Simply Nothing Tour pour la promotion de son album The Album About Nothing. Le 24 décembre 2014, Wale publie la mixtape Festivus qui fait notamment participer Chance The Rapper, A$AP Ferg et Pusha T.
Le 31 mars 2015, Wale publie son quatrième album The Album About Nothing, qui fait notamment participer Jerry Seinfeld, J. Cole, Usher, et SZA. Il est classé premier au classement américain. Il est ensuite annoncé que Wale sera producteur exécutif du prochain album collaboratif de Maybach Music Group, Self Made 4.

## Discographie

### Albums studio
- 2009 : Attention Deficit
- 2011 : Ambition
- 2013 : The Gifted
- 2015 : The Album About Nothing
- 2017 : SHINE
- 2019 : Wow... That's Crazy

### Mixtapes
- 2005 : Paint a Picture
- 2006 : Hate Is the New Love
- 2007 : 100 Miles & Running
- 2008 : The Mixtape About Nothing
- 2009 : Back to the Feature
- 2010 : More About Nothing
- 2011 : The Eleven One Eleven Theory
- 2012 : Folarin

## Filmographie
Sauf indication contraire, les informations mentionnées dans cette section peuvent être confirmées par la base de données cinématographiques IMDb,  présente dans la section « Liens externes ».
- 2019 : DC Noir de Gbenga Akinnagbe, Stephen Kinigopoulos, George Pelecanos et Nicholas Pelecanos : James Wallace
- 2021 : American Gods (série TV) - 1 épisode : Chango
- 2022 : Ambulance de Michael Bay : Castro

## Distinctions
- 2010 : Nigeria Entertainment Awards, « meilleur artiste international » – récompensé[54]
- 2010 : BET Hip Hop Awards, « meilleur nouvel artiste » – nommé[55]
- 2010 : BET Hip Hop Awards, « Best Club Banger » – récompensé[56]
- 2012 : BET Hip Hop Awards, « meilleure vidéo » pour Lotus Flower Bomb – nommé[57]
- 2013 : Grammy Awards, « meilleure chanson rap » – nommé